# ليفين بالانتا
ليفين بالانتا (بالإسبانية: Leyvin Balanta) (3 سبتمبر 1990 ببوغوتا في كولومبيا - ) هو لاعب كرة قدم كولومبي في مركز الدفاع. لعب مع أمريكا دي كالي وإنديبنديينتي سانتا في وديبورتيفو باستو.

## وصلات خارجية
- ليفين بالانتا على موقع قاعدة بيانات كرة القدم.إي يو (الإنجليزية)
- ليفين بالانتا على موقع ناشيونال فوتبول تيمز (الإنجليزية)
- ليفين بالانتا على موقع Soccerway.com (الإنجليزية)
- ليفين بالانتا على موقع عالم كرة القدم.نت (الإنجليزية)